# Chùa Giác Hải
Chùa Giác Hải trước gọi là chùa Giác Sơn được dựng vào năm 1887 bởi bà Trần Thị Liễu, chùa cúng cho Hòa thượng Hoằng Ân, sau đệ tử là ngài Từ Phong về trụ trì chùa, là giảng sư danh tiếng của Phật giáo có đến 20 chùa cúng ngài, sau đó chùa đổi tên chùa là Giác Hải. Chùa tọa lạc ở số 345/45 đường Hùng Vương, Quận 6, Thành phố Hồ Chí Minh.